# New Prague
New Prague és una població dels Estats Units a l'estat de Minnesota. Segons el cens del 2000 tenia 4.559 habitants.

## Demografia
Segons el cens del 2000, New Prague tenia 4.559 habitants, 1.694 habitatges, i 1.180 famílies. La densitat de població era de 669,3 habitants per km².
Dels 1.694 habitatges en un 39% hi vivien nens de menys de 18 anys, en un 56,7% hi vivien parelles casades, en un 10% dones solteres, i en un 30,3% no eren unitats familiars. En el 25,4% dels habitatges hi vivien persones soles el 13,8% de les quals corresponia a persones de 65 anys o més que vivien soles. El nombre mitjà de persones vivint en cada habitatge era de 2,63 i el nombre mitjà de persones que vivien en cada família era de 3,2.
Per edats la població es repartia de la següent manera: un 30,6% tenia menys de 18 anys, un 7,1% entre 18 i 24, un 28,7% entre 25 i 44, un 17,1% de 45 a 60 i un 16,6% 65 anys o més.
L'edat mediana era de 34 anys. Per cada 100 dones de 18 o més anys hi havia 86,4 homes.
La renda mediana per habitatge era de 41.750 $ i la renda mediana per família de 50.341 $. Els homes tenien una renda mediana de 37.393 $ mentre que les dones 25.164 $. La renda per capita de la població era de 17.732 $. Entorn del 2,6% de les famílies i el 6,5% de la població estaven per davall del llindar de pobresa.

## Poblacions més properes
El següent diagrama mostra les poblacions més properes.